# Albatros (fictief schip)
De S.S. Albatros is de naam voor twee fictieve schepen die voorkomen in een deel van de Tom Poes-stripverhalen. Het is het vaste schip van kapitein Wal Rus. 
Het schip (dan nog de "oude" versie) komt voor het eerst voor in Het verdwijneiland, een verhaal  uit 1941 van de oorspronkelijke bedenker van de strip Marten Toonder, als onderdeel van de Bommelsaga.

## Verhaallijnen
In het begin is het schip vooral een belangrijk decor van sommige avonturen die Tom Poes, meestal in het gezelschap van Heer Bommel, beleeft. Met de Albatros komen ze op allerlei verafgelegen plekken. In de wat latere verhalen doet de Albatros voornamelijk nog dienst voor de op doktersadvies voorgeschreven, maar dure zeereisjes van Heer Bommel. In Het ding X13 belanden Tom Poes en heer Bommel opnieuw op het schip, maar deze keer geheel onbedoeld.
De oorspronkelijke Albatros – die dan al oud is en op het punt staat om verkocht te worden – loopt op een ijsberg nabij de Noordpoolcirkel en vergaat. Dit gebeurt in het 17e verhaal uit de Bommelsaga-reeks, Het geheim van het noorderlicht (1943). Vervolgens wordt in De Chinese waaier (1944) een nieuwe Albatros geïntroduceerd. 
Het schip is niet van kapitein Wal Rus zelf; in latere verhalen blijkt markies de Canteclaer ("meneer Kantenklerk", volgens de kapitein) de reder te zijn. Wanneer het schip ten slotte in het laatste Bommelsaga-verhaal, Het einde van eindeloos (1986), gesloopt dreigt te worden, besluit heer Bommel om het van de markies over te kopen, zodat hij er samen met Doddeltje mee op huwelijksreis kan.